# Comté de Frontenac (Québec)
Pour les articles homonymes, voir comté de Frontenac et Frontenac.
Le comté de Frontenac était un comté municipal du Québec ayant existé entre le 3 avril 1912 et le début des années 1980. Le territoire qu'il couvrait est aujourd'hui compris dans les régions administratives de l'Estrie et de Chaudière-Appalaches, et couvrait une partie des MRC actuelles du Granit et de Beauce-Sartigan. Son chef-lieu était la municipalité de Lac-Mégantic.
Le comté a été créé en 1912 de parties des comtés de Compton et de Beauce,.
Le nom du comté vient de celui du gouverneur de la Nouvelle-France Louis de Buade de Frontenac.

## Municipalités situées dans le comté

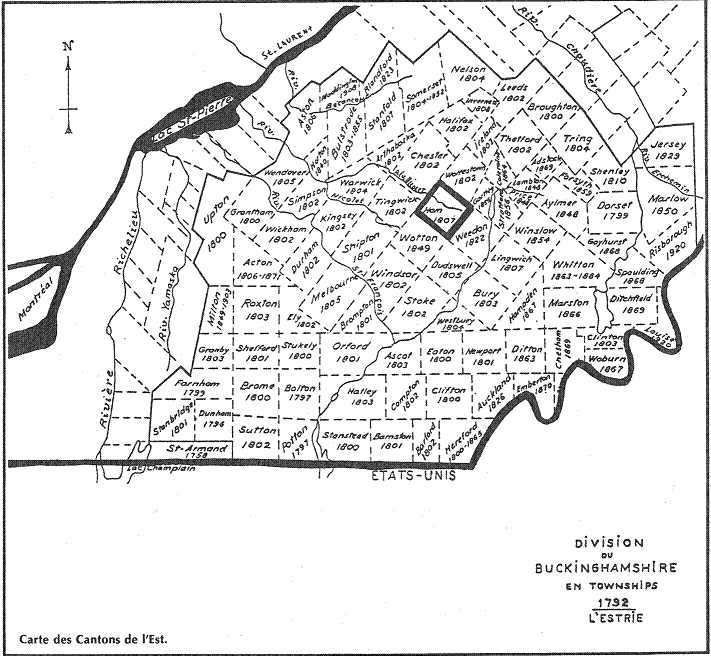
Carte des cantons de l'est, incluant ceux qui ont formé le comté de Frontenac

### A) Municipalités qui étaient situées dans le comté de Compton avant 1912
- Frontenac (appelé municipalité des cantons unis de Spaulding-et-Ditchfield jusqu'en 1959[4])
- Lac-Mégantic (appelé Mégantic jusqu'en 1958[5])
- Marston
- Milan
- Nantes (appelé Whitton jusqu'en 1957[6])
- Notre-Dame-des-Bois (appelé Chesham jusqu'en 1958[7])
- Piopolis (appelé  Marston-Partie-Sud jusqu'en 1958[8])
- Sainte-Cécile-de-Whitton
- Saint-Romain (appelé Winslow-Nord jusqu'en 1962[9])
- Stornoway (appelé Winslow-Sud jusqu'en 1973[10])
- Val-Racine (appelé Saint-Léon-de-Marston jusqu'en 1957[11]

### B) Municipalités qui étaient situées dans le comté de Beauce avant 1912
- Saint-Méthode-de-Frontenac (appelé Saint-Méthode d'Adstock jusqu'en 1945, fusionné dans Adstock en 2001[12])
- Lambton
- Lac-Mégantic
- Saint-Gédéon-de-Beauce
- Courcelles
- Saint-Sébastien
- Lac-Drolet (appelé Saint-Samuel-de-Gayhurst jusqu'en 1968[13])
- Audet (appelé Saint-Hubert-de-Spaulding jusqu'en 1959[14])
- Saint-Ludger
- Saint-Évariste-de-Forsyth
- Saint-Robert-Bellarmin
- Saint-Hilaire-de-Dorset

## Description
Le comté était formé de 19 cantons, soit d'ouest en est Winslow, Whitton, Marston, Chesham et Clinton, qui proviennent du comté de Compton, et Price, Lambton, Adstock, Aylmer, Forsyth, Woburn, Dorset, Gayhurst, Spalding, Ditchfield, Louise, Risborough et des parties de Shenley et Marlow, qui proviennent du comté de Beauce.